# Luigi Illica

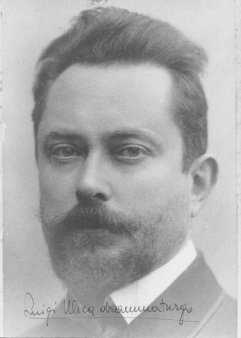
Illica, en su juventud

Luigi Illica (Castell'Arquato, cerca de Piacenza, Emilia-Romaña, 9 de mayo de 1857-Colombarone, Emilia-Romaña, 16 de diciembre de 1919) fue un famoso libretista italiano, que escribió, solo o en colaboración con Giuseppe Giacosa, para Giacomo Puccini, Alfredo Catalani, Umberto Giordano, Héctor Panizza y otros importantes compositores de ópera italianos.

## Biografía

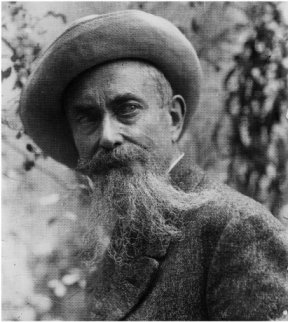
Luigi Illica, maduro.

Sus más famosos libretos de ópera son los de La Bohème, Tosca y Madama Butterfly para Puccini, Andrea Chénier, para Umberto Giordano y La Wally para Alfredo Catalani. Escribió la letra original de la ópera Aurora, para el centenario de la Argentina, en 1910.  También contribuyó decisivamente al libreto de Manon Lescaut para Puccini, aunque en esta ópera normalmente no se cita al libretista.
La vida personal de Illica, a veces parece de libreto. Por ejemplo, la razón de que en las fotografías aparezca el lado izquierdo de su cabeza es que perdió la oreja derecha en un duelo por una mujer.
Sus libretos fueron adaptados también como base de varias de películas de cine mudo.
Incapaz de soportar la disciplina familiar, muy joven abandonó los estudios y tuvo una vida muy aventurera. Vivió primero en Milán y posteriormente en Bolonia, en donde fundó una revista literaria de inspiración republicana. En 1882, de vuelta en Milán, publicó su primer libro de prosa y poesía Farfalle, effeti di luce.
Se dedicó también al teatro escribiendo varias comedias. A partir de 1892 se concentró en la labor de escribir libretos de ópera, la mayoría de las veces en estrecha colaboración con Giacosa. Cuando trabajaban juntos, Giacosa era quien normalmente se concentraba en la poesía y el texto e Illica se ocupaba más de la estructura dramática, adaptando los textos originales.
Según parece, Puccini valoraba más la labor de Giacosa que la de Illica, no aceptando que Giacosa abandonara ninguno de los proyectos en que colaboraban, en alguna ocasión en que este lo intentó. Después de la muerte de Giacosa, intentó proseguir con su colaboración con Puccini, reemprendiendo el proyecto de un drama histórico sobre María Antonieta. Pero a pesar de que trabajaron largo tiempo en el proyecto, Puccini nunca terminó la partitura.
Murió a la edad de sesenta y dos años en Colombarone. Está enterrado en el cementerio de Castell'Arquato.